# District (Malaisie)
En Malaisie, il existe plusieurs types de districts, appelés daerah ou dans l'État de Kelantan, jajahan :
- En Malaisie péninsulaire, le district est la subdivision d'un État. Il est lui-même subdivisé en mukim.
- En Malaisie orientale, le district est la subdivision d'une division, elle-même la subdivision d'un État.
- Un district administré directement par le gouvernement fédéral est un territoire fédéral. Ils sont au nombre de trois : Kuala Lumpur, Putrajaya et Labuan.

Un district est administré par un bureau du district (Pejabat Daerah) dirigé par un officier de district.